# لاسکا (آلاباما)
لاسکا (به انگلیسی: Lasca) یک منطقهٔ مسکونی در ایالات متحده آمریکا است که در شهرستان مرنگو، آلاباما واقع شده‌است. لاسکا ۶۷٫۹۷ متر بالاتر از سطح دریا واقع شده‌است.